# Cinematògraf

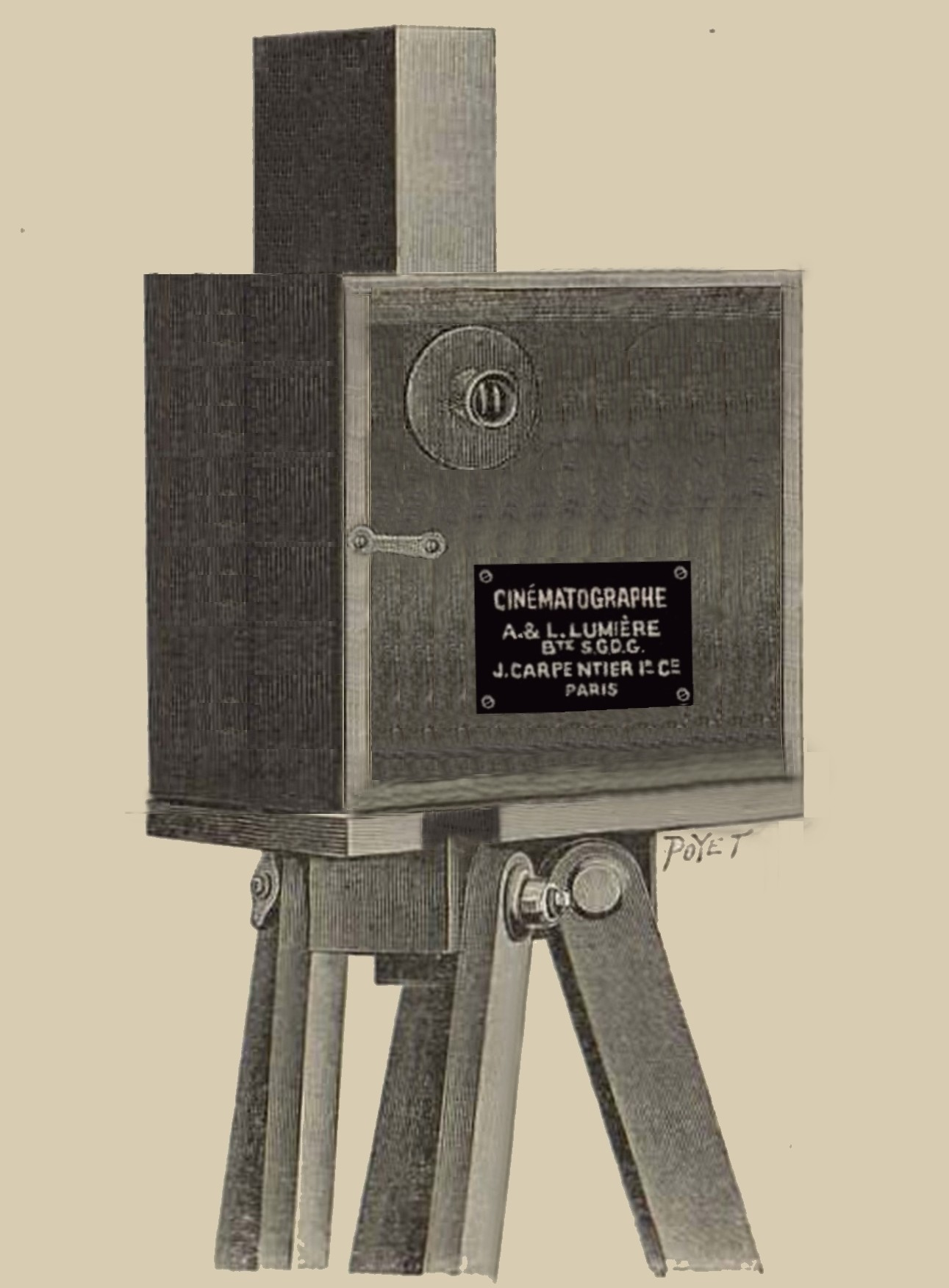
El cinematògraf Lumière en mode filmació

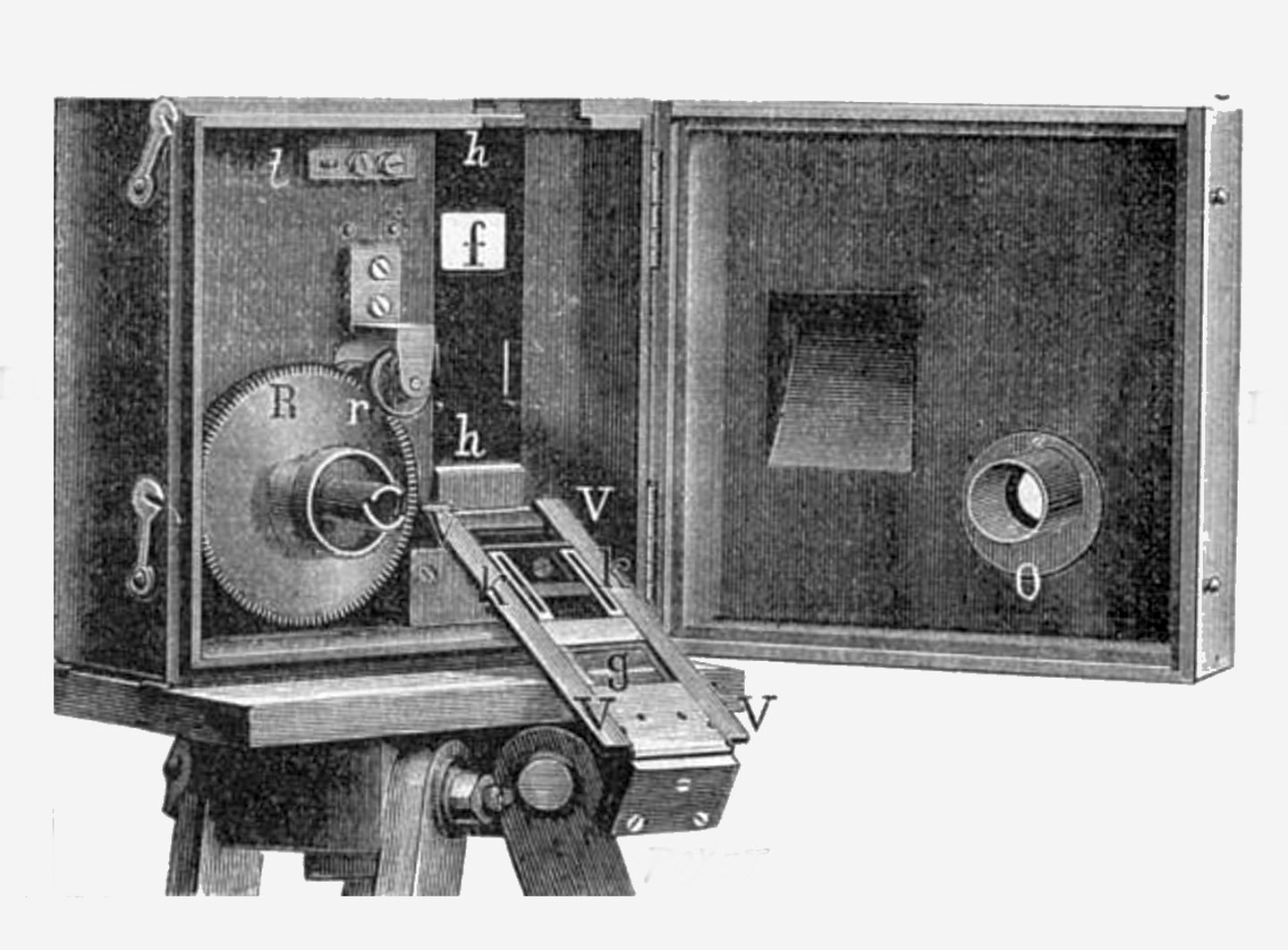
El cinematògraf Lumière obert

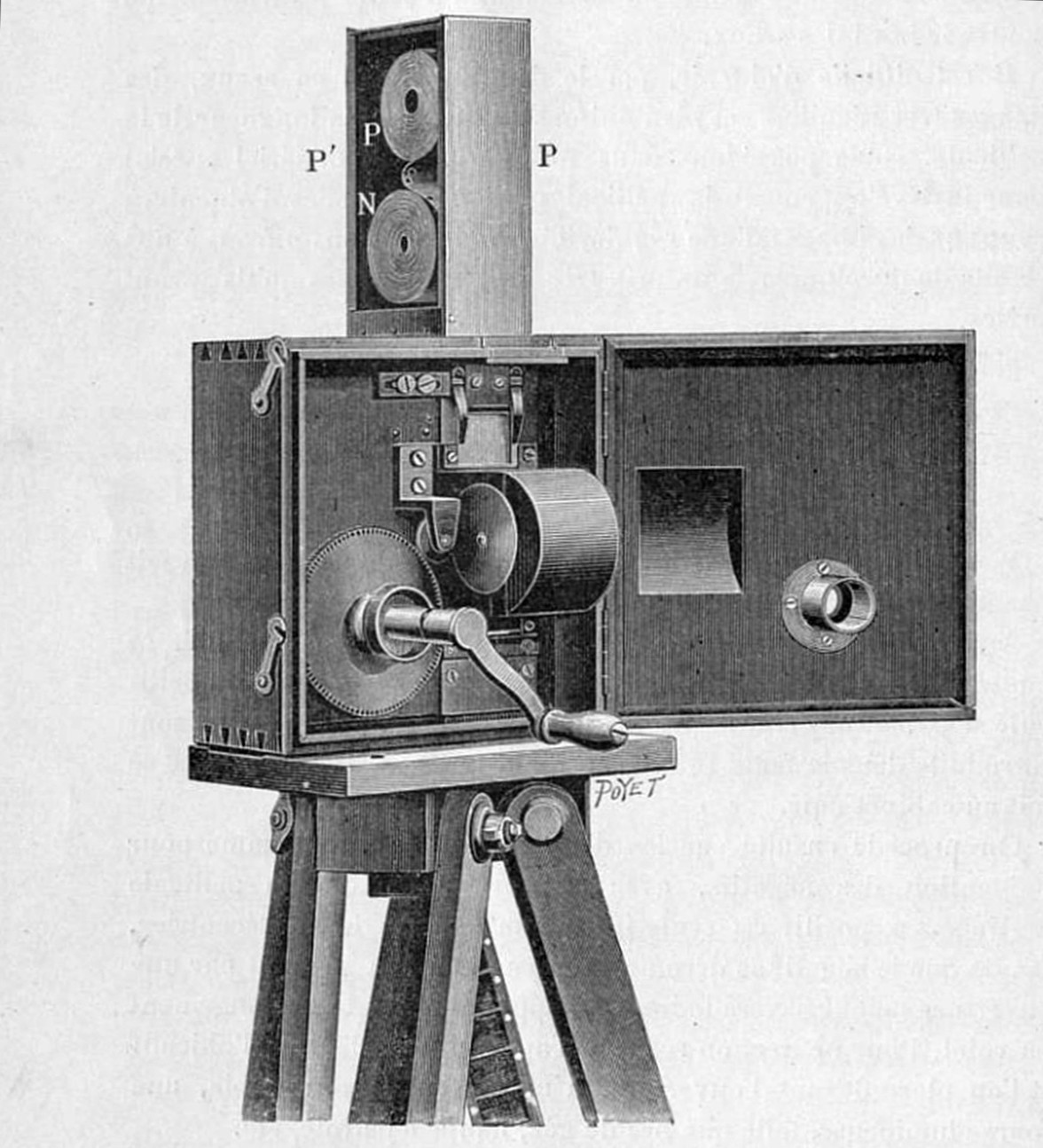
El cinematògraf Lumière en mode projecció

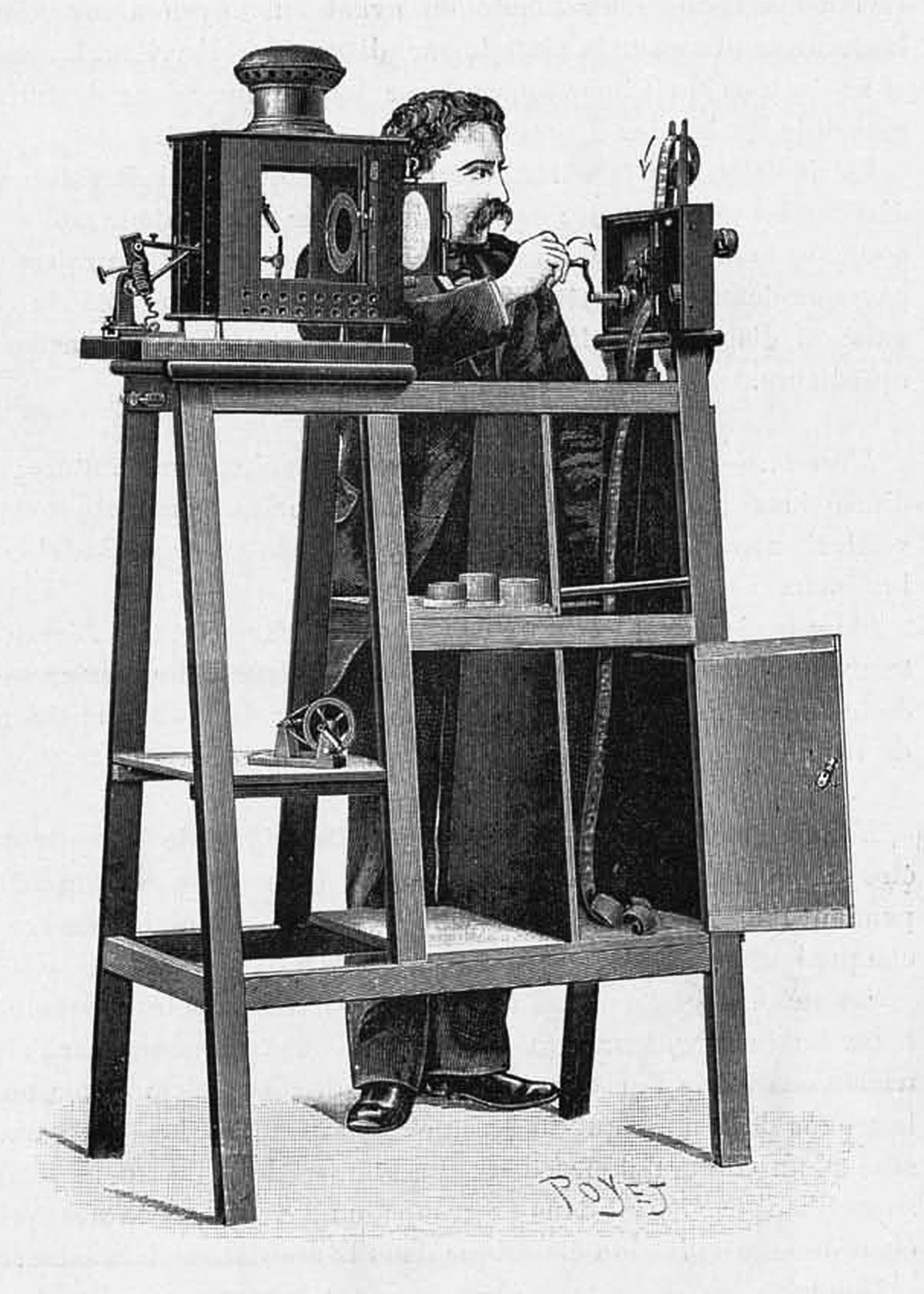
El cinematògraf Lumière en mode projecció

Un cinematògraf és una màquina ―obra dels germans Lumière― capaç de filmar i projectar imatges en moviment. Patentada a finals del segle xix, fou la primera màquina capaç de gravar i projectar pel·lícules de cinema. El cinematògraf va ser el primer pas per poder gaudir del cinema, amb el temps van anar sortint més avenços i es va anar millorant la qualitat de les pel·lícules projectades inicialment.

## Història
El 13 de febrer 1895 Auguste i Louis Lumière va presentar la seva patent "cinématographe". El terme "cinématographe" ja havia estat registrat per Lleó Bouly el 1892 per un aparell de presa de vistes en moviment de la seva invenció. No obstant això, per falta de pagament de l'anualitat l'any 1894, el nom va tornar a quedar disponible i fou reprès pels germans Lumière.
El pare d'Auguste i Louis, Antoine Lumière, els va proposar un nom més comercial: "Domitor". «Van ser ells - diu en les seves memòries - els que van inventar el cinematògraf i li van donar el seu nom científic, nom que ha permès a tots els imitadors i falsificadors usar-lo amb total impunitat, ja que els noms científics pertanyen a tothom.»
El cinematògraf utilitzava una pel·lícula fotogràfica perforada de 35 mil·límetres d'amplada. Si bé la màquina utilitza una pel·lícula perforada del mateix tipus que el kinetoscopi de Thomas Edison, conscients que Edison havia patentat les perforacions rectangulars de les pel·lícules emprades per al kinetoscopi, els Lumière van optar per fer perforacions circulars a les seves, una a cada banda de cada fotograma. Una altra diferència entre els dos aparells és que, de l'altre costat, el cinematògraf té un sistema d'accionament per "garfis" molt original (basat en el mecanisme de les màquines de cosir), sistema que immobilitza un breu moment cada imatge de la pel·lícula davant de la finestra de projecció (la fa avançar a sotragades).
L'aparell dels Lumière és d'altra banda, un sistema de projecció en la pantalla gran com a la sala "Louis Le Prince", de manera que la pel·lícula pot ser vista per molts espectadors simultàniament.
Posteriorment, el sistema d'accionament per garfis dels germans Lumière seguiria sent emprat en els aparells de presa d'imatge però seria abandonat en els projectors de grans sales pel mecanisme de Creu de Malta, que garanteix un pas més suau i més longevitat a les pel·lícules que havien de ser reproduïdes un cop rere l'altre a les sales de projecció.

### La primera projecció
El 28 de desembre del 1895 va tenir lloc la primera exhibició amb públic del cinematògraf Lumière al Salon indien del Grand Café de París. El programa constava de deu pel·lícules de 15 a 20 metres cadascuna. Aquestes pel·lícules estaven realitzades per Louis Lumière i interpretades pels seus familiars i amics. La duració total fou de 20 minuts i el preu de les localitats d'un franc.
D'entre elles destaquen:
- La sortida dels obrers de la fàbrica Lumière (Sortie des Usines Lumière à Lyon)
- Baralla de nens (Querelle de bébés)
- La font de les Teuleries (Le bassin des Tuileries)
- L'arribada d'un tren (L'arrivée d'un train), pel·lícula tractada amb profunditat de camp
- El regiment (Le régiment)
- El ferrer (Le Maréchal-Ferrant)
- La partida de cartes (La partie d'écarté)
- Destrucció de les males herbes (Mauvaises herbes)
- Enderroc d'un mur (Le mur)
- El mar (La mer)

Després de la inauguració, es va fixar el preu d'1 franc. Les projeccions duraven 25 minuts i les sessions es succeïen de mitja hora en mitja hora. Cada pel·lícula projectada durava aproximadament un minut i era necessari també un minut per recarregar l'aparell. Les primeres projeccions van ser les que van tenir els ingressos més mediocres. En la primera, concretament, la recaptació va ser de 35 francs. Tot i això, aquests primers trenta-cinc espectadors van propagar per tota la ciutat la notícia de l'espècie de miracle del que havien estat testimonis. Aquesta publicitat va suplir eficaçment la manca de premsa i aviat multituds es congregaven per accedir a les projeccions.
Clément Maurice, un antic empleat dels establiments Lumière, va ser l'encarregat d'organitzar les primeres projeccions del cinematògraf. Segons ell, “Aquells que es decidien a entrar en sortien sorpresos i sovint els vèiem retornar portant a totes les persones que coneixien que havien pogut trobar per l'avinguda”.
Per renovar els programes, que en els primers dies de gener de 1896 havien incorporat El regador regat (L'arroseur arrossé), primer film narratiu i còmic de la història del cinema, els germans Lumière van haver de reclutar operadors als quals els era confiada la realització i la projecció de pel·lícules.
Després del triomf del negoci a París, s'obren en el decurs dels següents 2 anys una sala de projecció també a Lió i quatre de noves a la capital francesa.

### Expansió internacional
El cinematògraf va rebre una molt bona acollida a bona part del món. Els germans Lumière van portar la seva invenció fins països tan llunyans com la Xina i l'Índia. A Europa va exhibir-se en fires i es va emprar com a entreteniment en locals de vodevil. Encara que el vodevil s'acostuma a associar amb les classes mitjanes, aquest aparell va aconseguir gran popularitat en totes les classes socials.
Pel que fa a l'expansió cap als Estats Units, l'operari dels germans Lumière Félix Mesguich va ser l'encarregat d'organitzar la primera projecció al Keith’s Theatre de la ciutat de Nova York. En aquest primer contacte, els espectadors van respondre amb gran entusiasme, i ràpidament un gran nombre de pobles i ciutats demanaven poder acollir projeccions del cinematògraf, una demanda que era impossible de cobrir per part dels Lumière. La gran popularitat que va aconseguir el cinematògraf i la política d'aïllament establida pel llavors president William McKinley van propiciar l'aparició d'altres aparells per fer-los la competència. El gener de 1897, l'operari F. Mesguich va ser arrestat mentre filmava al carrer amb el pretext que no tenia permís per fer-ho. Al juny del mateix any, l'administració de duanes va declarar irregular l'entrada al país del material necessari per a les projeccions.  Aquests fets van acabar propiciant la retirada del cinematògraf del mercat nord-americà.

## Mecanisme de funcionament[6][7]
El mecanisme del cinematògraf es basa en l'ús d'una lleva (de tipus excèntrica) o disc giratori que transforma el moviment de rotació de la manovella que l'operador de la màquina fa girar, en un moviment vertical de vaivé, aplicat a una mena de arc (guiat per dos vies). Aquest marc suporta una vara gran amb dos ganxos o petites vares que es van retraient i extraient (a partir de que la lleva té una osca), ficant-se a les dues perforacions de la pel·lícula de cel·luloide que utilitzaven els Lumière i arrossegant-la, fent-la desfilar o avançar intermitentment. Alhora, la lleva o disc funciona d'obturador de la llum, cobrint la finestra per on entra.

Mecanisme d'avanç intermitent semblant als dels Lumière. Transformació de moviment de rotació en moviment vertical amb una lleva excèntrica amb una osca (no present en aquesta animació) que retreu i extreu uns ganxos.

Per tant, el procés d'avançament i filmació consta de 4 fases.
1. Avanç de la pel·lícula. La pel·lícula baixa arrossegada per els ganxos que estan ficats a les seves perforacions i alhora la lleva tapa l'entrada de la llum, funcionant d'obturador, impossibilitant cap exposició de la pel·lícula durant la baixada.
2. Immobilització de la pel·lícula. Els ganxos surten de les perforacions i deixen la pel·lícula immòbil, sense ser exposada encara a la llum.
3. Exposició. La lleva que va rotant, ja no tapa l'entrada de llum i com a conseqüència una de les imatges de la pel·lícula es exposada a la llum. Mentrestant, el marc amb els ganxos, encarregat de fer avançar la pel·lícula, puja (sense fer avançar aquesta en aquesta fase).
4. Entrada dels ganxos. Aquests tornen a ficar-se a les perforacions de la pel·lícula i la lleva es troba de nou tapant l'entrada de llum, i així torna a iniciar-se el cicle.

La relació de transmissió del mecanisme fa que una velocitat de rotació de la manovella de 2 voltes per segon correspongui a l'avanç intermitent de la pel·lícula en 16 imatges captades per segon, una freqüència de fotogrames suficient per assegurar la creació de la sensació de moviment en les imatges filmades i en la seva reproducció projectada i, proporcionant un temps d'exposició de la pel·lícula adequat per obtenir imatges amb una lluminositat adient i ben definides. Segons la destresa de l'operador, la freqüència de fotogrames per segon de les pel·lícules Lumière varia de 16 a 18 imatges/s (velocitat fixada a 24 imatges/s des de l'adveniment del cinema sonor). El temps que estava immòbil la pel·lícula era 2/3 del total entre un fotograma i el següent, mentre que l'obturador, la lleva, deixava passar la llum durant 1/25 de segon.
L'altra característica del cinematògraf és permetre la realització de còpies positives a partir de la projecció del negatiu, accionant simultàniament una pel·lícula verge i una negativa, orientant l'objectiu cap a una font de llum uniforme com una paret blanca il·luminada pel sol, de manera que les imatges del negatiu s'impressionaven en positiu en la còpia.
Així el cinematògraf reuneix, en un mateix aparell de petites dimensions i pesant menys de 5 kg, les funcions de càmera, impressora i projector. Això va permetre que els coneguts operadors Lumière poguessin desplaçar-se i viatjar amb l'aparell amb facilitat.

## Arribada del cinematògraf a Espanya
Cal mencionar que el primer contacte que els espanyols varen tenir amb les imatges en moviment fou gràcies a la presentació del Kinetoscopi durant la fira de Sant Isidre, l'any 1895 a Madrid. Aquest va ser desenvolupat per Edison i es patentà per primer cop quatre anys abans. Tot i això, aquest invent es limitava a visionar-se de manera individual. No va ser fins un any més tard, 1896, quan el cinematògraf es portà a conèixer al territori espanyol, paral·lelament amb altres països arreu d'Europa.
Més concretament, va ser el maig de 1896 quan es començà a exhibir en alguns salons públics madrilenys. La projecció es va dur a terme de la mà dels operaris de la fàbrica dels Germans Lumière. Durant la primera quinzena d'anys es considerà un gran èxit, ocupant la majoria de locals dedicats a l'espectacle i més endavant aixecant els seus propis llocs de projecció, nomenats pavellons cinematogràfics. Anys més tard ja s'acabarien construint locals fixes dedicats a aquesta activitat.
Les primeres gravacions que es mostraren tenien un caràcter majoritàriament documental i la seva duració era d'uns pocs minuts. En aquests s'apreciaven accions i trets de la cultura popular espanyola. Dos noms que cal recalcar entre els operaris de Lumière que portaren a Madrid el cinematògraf són Francis Doublier i Alexandre Promio. Tots dos gravaren escenes de diferents festivitats espanyoles, com les processions de Setmana Santa a Sevilla o diferents espectacles amb toros.

## Què suposa l'aparició del cinematògraf
L'invent dels Lumière va desencadenar tot un seguit de revolucions estètiques les quals Walter Benjamin va recollir en el seu assaig La obra de arte en la época de su reproducción mecánica. Fins aquell moment, l'obra es concebia com quelcom únic i original, totes les còpies que poguessin fer-se d'una escultura grega disposaven de poca validesa donat que existia una d'original, bé fossin una falsificació o un exercici de l'aparent. Amb el naixement de la fotografia, i posteriorment l'aparició del cinematògraf, la reproducció de l'obra deixa de ser jutjable puix que aquesta és el fonament de l'invent. Un rotllo de pel·lícula en negatiu és un element que cal conservar per tal de distribuir tots els positivats necessaris a diferents llocs per poder globalitzar una obra; i quin dels positius és l'original? El concepte d'original i autoritari no desapareix, però sí que es desdibuixa en el moment que deixa de tenir sentit preguntar-se quin és positivat autèntic.
Walter Benjamin ve a dir com els elements de reproducció tècnica (com la càmera o el cinematògraf) no només serveixen per portar obres d'art ja existents a llocs inimaginables com ara a una revista o una pantalla, sinó que el concepte de reproduir passa a ser un art, el que es considera el setè art, el cinema. És possible que mai abans una obra d'art hagués estat capaç de mesurar tan sols 35 mm i fos tan lleugera que ni es pogués gairebé pesar. La globalització de l'art s'anunciava cada cop més, el triomf de cinema estava clar, era un art de masses.
Amb les primeres representacions cinematogràfiques, els fonaments del teatre trontollaren. Nasqué el Mode de Representació Primitiu (MRP), que col·loquialment, podem considerar que fos un tipus de teatre gravat: la llum era plana i igual en tots els plans, sovint zenital com als teatres; la càmera no es movia, se situava en un lloc capaç de captar tota l'escena, i s'utilitzava un teló pintat de fons entre altres característiques.
És clar que les úniques concepcions d'actuacions artístiques fins al moment eren en viu, sovint al teatre. Per aquest motiu la possibilitat de nous horitzons que brindava la càmera va haver de desenvolupar-se amb el seguit dels anys. L'aparició del llenguatge cinematogràfic que coneixem avui dia neix amb el sorgiment del Mode de Representació Institucional o MRI gràcies a la pel·lícula The birth of a Nation (El Naixement d'una Nació) el 1915 dirigida per David Wark Griffith.
El "sector" teatral considerava el cinema com a quelcom impur, que acabaria resultant la crisi del teatre. Mai abans les invencions audiovisuals havien conquistat una pràctica per si sola: la llanterna màgica, tot i ser un estri projector, era incapaç de funcionar sol, calia que acompanyés una representació escenogràfica. Però amb l'aparició del cinematògraf, capaç de conquista i omplir sales de projecció, calé una nova interpretació del teatre, van aparèixer dramaturgs que es van atrevir a barrejar les dues disciplines.